# 21. Division (Japanisches Kaiserreich)
Die 21. Division (jap. 第21師団, Dai-nijū-ichi Shidan) war eine Division des Kaiserlich Japanischen Heeres, die zwischen 1938 aufgestellt und 1945 aufgelöst wurde. Ihr Tsūshōgō-Code (militärischer Tarnname) war Angriffs-Division (討兵団, Tō-heidan) oder Tō 4230.

## Geschichte der Einheit
Die 21. Division wurde am 4. April 1938 unter dem Kommando von Generalleutnant Washizu Shōhei als Triangulare Division aufgestellt und bestand aus der 21. Infanterie-Brigade (62., 82. und 83. Infanterie-Regiment) sowie weiteren Einheiten (siehe unten). Das Hauptquartier der ca. 19.000 Mann starken Division lag in Kanazawa.
Nachdem im Juli 1937 der Zweite Japanisch-Chinesische Krieg ausgebrochen war, wurde die Division bereits Ende 1938 nach China beordert. Vom 7. bis 27. Mai 1941 nahm sie mit fünf weiteren Divisionen an der Schlacht von Süd-Shanxi teil, in der 100.000 japanische Soldaten gegen 180.000 Nationalchinesen kämpften. Die Schlacht endete mit über 100.000 Mann Verlusten auf chinesischer Seite hingegen die Japaner 20.000 Mann an Toten und Verwundeten zu beklagen hatten.
Im November 1941, kurz vor Beginn des Pazifikkrieges, verlegte sie unter ihrem Kommandeur Generalleutnant Tanaka Hisakazu nach Französisch-Indochina, wo sich der 21. Infanterie-Brigade-Stab mit dem 62. Regiment für die Invasion der Philippinen vorbereitete. Der 4.000 Mann starke Verband wurde, wie bei japanischen ausgegliederten Truppenteilen üblich, Nagano-Verband nach seinem Kommandeur Generalmajor Nagano Kameichirō genannt. Nach der erfolgreichen Landung auf Luzon und der abgeschlossenen Operation kehrten die Einheiten wieder nach Indochina zurück und unterstanden dort der 38. Armee.
Ende 1944 nahm die Division unter Kommandeur Generalleutnant Mikuni Naotomi an der Operation Ichi-gō teil, in der sie, aus Indochina kommend, feindlichen Flugplätze im Süden Chinas angriff, die von chinesischen und amerikanischen Truppen verwendet wurden. Im Januar 1945 wurde sie wieder vollständig nach Indochina zurückgezogen.
Im März 1945 war die 21. Division an dem japanischen Putsch in Französisch-Indochina beteiligt, der zum Ziel hatte, die Vichy-treue Führung in Französisch-Indochina zu überwältigen und eine eventuelle alliierte Offensive in diesem Raum zu vermeiden. Nach der erfolgreichen Operation wurde Kaiser Bảo Đại als Herrscher des Kaiserreich Vietnams eingesetzt.
Die 21. Division verblieb bis zum Ende des Zweiten Weltkrieges als Garnison in Hanoi und wurde im August/September 1945 aufgelöst.

## Gliederung
Im April 1938 erfolgte die Aufstellung zu einer Typ B „Standard“ Division wie folgt:
- 21. Infanterie-Divisions-Stab (350 Mann)
  - 21. Infanterie-Brigade-Stab (100 Mann)
    - 62. Infanterie-Regiment (3845 Mann)
    - 82. Infanterie-Regiment (3845 Mann)
    - 83. Infanterie-Regiment (3845 Mann)

  - 21. Division-Tanketten-Kompanie (100 Mann)
  - 51. Gebirgsartillerie-Regiment (2100 Mann; 36 75-mm-Geschütze)
  - 21. Pionier-Regiment (900 Mann)
  - 21. Signal-Einheit (240)
  - 21. Transport-Regiment (1800 Mann)
  - 21. Versorgungs-Kompanie (80 Mann)
  - 21. Feldhospital (Zwei Feldhospitäler mit jeweils 250 Mann)
  - 21. Wasserversorgungs- und -aufbereitungs-Einheit (150 Mann)
  - 21. Veterinär-Hospital (60 Mann)
  - 21. Sanitäts-Einheit (1000 Mann)

Gesamtstärke: 18.915 Mann

## Führung
Divisionskommandeure
- Washizu Shōhei, Generalleutnant: 15. Juli 1938 bis 28. September 1940
- Hisakazu Tanaka, Generalleutnant: 28. September 1940 bis 1. März 1943
- Mikuni Naotomi, Generalleutnant 1. März 1943 – September 1945